# Stinoptila acontistica
Stinoptila acontistica là một loài bướm đêm trong họ Geometridae.